# Memoria episodica
La memoria episodica è la memoria di tutti gli avvenimenti della nostra vita, ed è un tipo di memoria a lungo termine. 
La memoria episodica e quella semantica insieme costituiscono la categoria della memoria dichiarativa, che è una delle due principali divisioni della memoria - l'altra è la memoria implicita. Il termine "memoria episodica" fu coniato da Endel Tulving nel 1972. Si riferiva alla distinzione tra "conoscere" e "ricordare". La conoscenza è più fattuale (semantica) mentre il ricordo è una sensazione che si trova nel passato (episodico). Tulving definì tre proprietà chiave del ricordo della memoria episodica. Questi sono un senso soggettivo del tempo (o "viaggio mentale" nel tempo), connessione con il sé e coscienza autonoetica. La coscienza autonoetica si riferisce a un tipo speciale di coscienza che accompagna l'atto del ricordare che consente a un individuo di essere consapevole del sé in un tempo soggettivo. Oltre a Tulving, altri hanno definito gli aspetti importanti della rievocazione episodica, che includono l'immaginario visivo, la struttura narrativa, il recupero di informazioni semantiche e i sentimenti di familiarità.
La memoria episodica assicura l'identità e la continuità del Sé, conservando la storia personale del soggetto.
Uno degli aspetti degni di nota della memoria episodica è che essa può innescare l'apprendimento episodico, cioè un cambiamento nel comportamento che si verifica a seguito di un evento. Ad esempio, la paura dei cani dopo essere stati morsi da un cane è il risultato dell'apprendimento episodico.

## Caratteristiche
Conway identifica nove proprietà della memoria episodica che la distinguono collettivamente da altri tipi di memoria. Altri tipi di memoria possono mostrare alcune di queste proprietà, ma solo la memoria episodica le ha tutte e nove:
1. Contiene registrazioni riassuntive dell'elaborazione sensoriale-percettiva-concettuale-affettiva.
2. Conserva i modelli di attivazione / inibizione per lunghi periodi.
3. Spesso è rappresentata sotto forma di immagini (visive).
4. Ha sempre una prospettiva (campo o osservatore).
5. Rappresenta brevi momenti di esperienza.
6. I ricordi sono rappresentati su una dimensione temporale approssimativamente in ordine di accadimento.
7. I ricordi sono soggetti a un rapido oblio.
8. Il ricordo autobiografico è specifico.
9. I ricordi sono riconosciuti come esperienze quando vi si accede.

## Meccanismi cerebrali
La formazione di nuovi ricordi episodici richiede il corretto funzionamento del lobo temporale mediale, una struttura che include l'ippocampo. Senza il lobo temporale mediale, si è in grado di formare nuove memorie procedurali (come suonare il piano) ma non si ricordano gli eventi durante i quali tali apprendimenti sono avvenuti.
Anche la corteccia prefrontale (e in particolare l'emisfero destro) è coinvolta nella formazione di nuovi ricordi episodici. I pazienti con danni alla corteccia prefrontale possono apprendere nuove informazioni, ma tendono a farlo in modo disordinato. Ad esempio, potrebbero mostrare il normale riconoscimento di un oggetto che avevano visto in passato, ma non riescono a ricordare quando o dove è stato loro mostrato. Alcuni ricercatori ritengono che la corteccia prefrontale aiuti a organizzare le informazioni per una conservazione più efficiente, attingendo al suo ruolo di funzione esecutiva. Altri ritengono che la corteccia prefrontale sia alla base di strategie semantiche che migliorano la codifica, come pensare al significato del materiale di studio o testarlo nella memoria di lavoro.
I ricercatori non sono in accordo su quanto a lungo siano conservati i ricordi episodici nell'ippocampo. Alcuni ricercatori ritengono che i ricordi episodici contino sempre sull'ippocampo, mentre altri credono che l'ippocampo memorizzi solo i ricordi episodici per un breve periodo, dopo di che i ricordi si consolidano nella neocorteccia. Quest'ultima opinione è rafforzata da recenti prove che la neurogenesi nell'ippocampo adulto può facilitare la rimozione di vecchi ricordi e aumentare l'efficienza della formazione di nuovi ricordi.

## Relazione con la memoria semantica
Endel Tulving originariamente descrisse la memoria episodica come una registrazione dell'esperienza di una persona che contiene informazioni datate temporalmente e relazioni spazio-temporali. Una caratteristica della memoria episodica elaborata da Tulving in seguito è che essa consente di immaginare di viaggiare indietro nel tempo. Una situazione attuale potrebbe richiedere il recupero di un episodio precedente, in modo che il contesto che caratterizza l'episodio precedente venga sperimentato nel momento immediato. L'agente è quindi dotato di un mezzo per associare sentimenti precedenti a situazioni attuali. La memoria semantica, d'altra parte, è una registrazione strutturata di fatti, concetti e abilità che abbiamo acquisito. Le informazioni semantiche derivano dalla memoria episodica accumulata. La memoria episodica può essere pensata come una "mappa" che lega insieme elementi nella memoria semantica. Ad esempio, tutte le esperienze episodiche che riguardano un cane, costituiranno la rappresentazione semantica di quella parola. Tutti i ricordi episodici riguardanti un cane faranno quindi riferimento a questa singola rappresentazione semantica di "cane" e, allo stesso modo, tutte le nuove esperienze episodiche con i cani modificheranno la singola rappresentazione semantica di quel cane.
Insieme, la memoria semantica ed episodica costituiscono la nostra memoria dichiarativa. Ognuna di esse rappresenta diverse parti del contesto per formare un'immagine completa. Come tale, qualcosa che influisce sulla memoria episodica può anche influenzare la memoria semantica. Per esempio, l'amnesia anterograda, che deriva da una lesione al lobo temporale mediale, è una compromissione della memoria dichiarativa che colpisce sia le operazioni di memoria episodica che semantica. Originariamente, Tulving propose che le memorie episodica e semantica fossero sistemi separati in competizione l'uno con l'altro nel recupero. Tuttavia, questa teoria fu respinta quando Howard e Kahana completarono gli esperimenti sull'analisi semantica latente (LSA) che sostenevano l'opposto. Invece di un aumento della somiglianza semantica in presenza di una diminuzione della forza delle associazioni temporali, le due memorie lavorano insieme in modo che gli indizi semantici sul recupero siano più forti quando anche gli spunti episodici sono forti.

## Memoria episodica e età

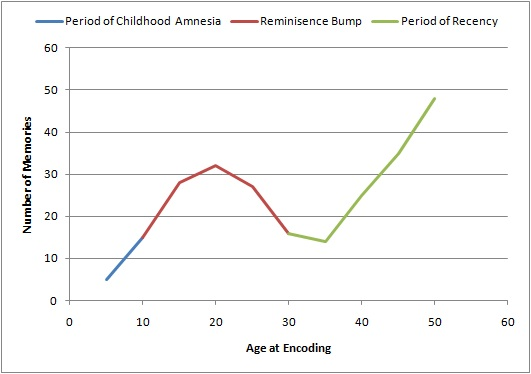
Curva del ricordo episodico nell'arco della vita

La memoria episodica emerge a circa 3-4 anni. L'attivazione di specifiche aree cerebrali (principalmente l'ippocampo) sembra essere diversa tra i giovani (23-39 anni) e gli anziani (tra i 67 e gli 80 anni) nel recupero della memoria episodica. Le persone anziane tendono ad attivare entrambi i loro ippocampi sinistro e destro, mentre i più giovani attivano solo quello sinistro.
I ricordi autobiografici possono differire per periodi particolari della vita. Le persone ricordano pochi eventi personali dei primi anni della vita, e la perdita di questi primi eventi è chiamata amnesia infantile. Esse tendono invece a ricordare molti eventi personali dall'adolescenza e dalla prima età adulta, e questo effetto è chiamato picco di reminiscenza (reminiscence bump). Inoltre, le persone tipicamente ricordano molti eventi personali degli anni più recenti. Per adolescenti e giovani adulti il picco di reminiscenza e il ricordo degli eventi recenti possono coincidere.

## Patologie
- Sulla base di una revisione degli studi comportamentali, si suggerisce che possa esserci un danno selettivo al sistema di memoria episodica limbico prefrontale in alcune persone con autismo[17]. Un altro studio indica l'evidenza di deficit autistici nella memoria episodica o autocosciente di eventi vissuti personalmente[18].
- L'etichetta "amnesia" viene spesso assegnata a pazienti con deficit nella memoria episodica.
- La malattia di Alzheimer tende a danneggiare l'ippocampo prima di altre aree del cervello.
- Un raro tipo di avvelenamento da molluschi chiamato "avvelenamento amnesico da molluschi" o "ASP", danneggia in modo abbastanza efficace e irreversibile l'ippocampo, causando un'amnesia.
- La sindrome di Korsakoff è causata dalla carenza di tiamina (vitamina B1), una forma di malnutrizione che può essere accelerata dal consumo eccessivo di alcol rispetto agli altri alimenti.
- È stato scoperto che un livello acuto di cortisolo (per iniezione) inibisce significativamente il richiamo di memorie autobiografiche[19] che possono contribuire a deficit di memoria riscontrati nella depressione.
- L'uso di MDMA ("Ecstasy") è stato associato a deficit persistenti nella memoria episodica[20][21].